# Lê Đình Thanh
Lê Đình Thanh (sinh năm 1966), là Thầy thuốc Nhân Dân, Phó giáo sư, Tiến sĩ, Bác sĩ. Ông hiện giữ chức vụ Bí thư Đảng ủy, Giám đốc Bệnh viện Thống Nhất..

## Học vấn
- Tốt nghiệp Đại học: Học viện Quân Y (1988)
- Chuyên khoa cấp I Nội chung (1993)
- Tiến sĩ Y học chuyên ngành Nội tim mạch (2008)

## Sự nghiệp
Ông bắt đầu sự nghiệp từ năm 1988 tại Khoa Nội nhiễm, Bệnh viện Quân đoàn 4 với vị trí bác sĩ điều trị.
Các vị trí công tác chính:
- 1990-1993: Trưởng khoa Nội chung, Bệnh viện Quân đoàn 4
- 1994-1995: Phó Trưởng phòng Quân y, Quân đoàn 4
- 1995-2003: Phó Trưởng khối y tế biển, y tế Vietsovpetro
- 2004-2007: Nghiên cứu sinh tại Bộ môn Nội chung, Học viện Quân Y
- 2007-2011: Trưởng y tế biển, Y tế Vietsovpetro
- 2011-2019: Phó Giám đốc Bệnh viện Thống Nhất TP.HCM
- Từ 2019 - nay: Bí thư Đảng ủy, Giám đốc Bệnh viện Thống Nhất TP.HCM

## Nghiên cứu khoa học
PGS.TS Lê Đình Thanh đã tham gia nhiều đề tài nghiên cứu khoa học các cấp:
- Nhiều đề tài cấp Bộ, ngành, cấp Nhà nước, quốc tế
- Các nghiên cứu về bệnh lý lão khoa, đặc biệt trong lĩnh vực tim mạch và đái tháo đường.

### Sách xuất bản
- Chủ biên sách giảng dạy sau đại học "Lão hóa các hệ cơ quan ở người cao tuổi" (Nhà xuất bản Y học, 2023)
- Chủ biên sách "Hướng dẫn sử dụng kháng sinh 2024" (Nhà xuất bản Y học, 2024)